# Synclerostola parasitata
Synclerostola parasitata är en fjärilsart som beskrevs av Köhler 1961. Synclerostola parasitata ingår i släktet Synclerostola och familjen nattflyn. Inga underarter finns listade i Catalogue of Life.